# Mahaba Island (Surigao del Norte)
Mahaba Island ist eine unbewohnte Insel vor der Nordostküste der philippinischen Insel Mindanao. Sie gehört zur Provinz Surigao del Norte. Die nächstgrößere Festlandsgemeinde ist Tagana-an, in 10 km Entfernung, und der nächstgrößere Hafen ist Placer in ca. 15 km Entfernung.
Die Insel bildet seit 1991 mit dem sie umgebenden Meeresgebiet das philippinische Naturschutzgebiet Mahaba Island Protected Landscape and Seascape.